# كاسلفينيا: لوردز أوف شادو

ملصق إعلاني للعبة

كاسلفينيا: لوردز أوف شادو (بالإنجليزية: Castlevania: Lords of Shadow)‏ (كاسلفينيا: سادة الظل) هي لعبة فيديو ضمن سلسلة ألعاب كاسلفينيا. وهي لعبة أكشن-مغامرات تقع أحداثها في أوروبا الجنوبية في العصور الوسطى. تم تطويرها بواسطة كل من شركة ميركوري ستيم وكوجيما برودكشنز وتم نشرها بواسطة كونامي. وكان هيدوكوجيما مطور سلسة ميتال غير له دور في العمل على اللعبة.

## موجز
الشخصية الرئيسية، غابرييل بلمونت، وهو عضو في جماعة «أخوية الضوء» وهي نخبة من الفرسان الذين يهدفون لحماية والدفاع عن الابرياء ضد مخلوقات خارقة للطبيعة. زوجة غابرييل «ماري» قتلت بوحشية من قبل هذه الوحوش، حيث تعلق روحها وتحاصر في عالم النسيان. يسافر غابرييل ملتقيا الشخصيات الأخرى، مثل زوباك أكبر الأعضاء سنا في جماعته. يسعى غابرييل لتجميع أجزاء قناع يقال أن له القدرة على إحياء الموتى. غابرييل ينوي هزيمة ثلاثة من «سادة الظل» من أجل الحصول على القطع وإعادة زوجته المتوفاة.

## وصلة خارجية
- كاسلفينيا: لوردز أوف شادو على موقع IMDb (الإنجليزية)

الموقع الرسمي